# South San Gabriel (Californie)
South San Gabriel est une census-designated place de Californie dans le comté de Los Angeles.